# Jaluit Airport
Jaluit Airport är en flygplats i Marshallöarna.   Den ligger i kommunen Jaluit, i den södra delen av Marshallöarna, 230 km sydväst om huvudstaden Majuro. Jaluit Airport ligger 3 meter över havet.
Terrängen runt Jaluit Airport är mycket platt.  Närmaste större samhälle är Jabor, 1,5 km nordost om Jaluit Airport. 